# F.C. København Fan Club
F.C. København Fan Club (forkortet FCKFC, FCK Fan Club) er den eneste officielt godkendte fanklub til den danske fodboldklub F.C. København. Foreningen, som blev etableret den 24. oktober 1991, er hverken organisatorisk tilknyttet eller økonomisk afhængig af fodboldklubben. I løbet af 1990'erne og 2000'erne steg foreningens medlemstal betragteligt fra at være i alt 1.100 personer i august måned 1995 for derefter at toppe med over 21.700 registrerede medlemmer i midten af april måned 2007, hvilket på daværende tidspunkt gjorde FCKFC til den største fodboldfanklub i Danmark og blandt de største fodboldfanklubber i Skandinavien. Parkens bygningskompleks huser foreningens kontorer på Øster Allé 50, hvor de frivillige og administrativt ansatte arbejder. FCKFC er medstifter og medlem af paraplyorganisationen Danske Fodbold Fanklubber (DFF) og forgængeren Superligaens Fanklub Forening (SFF). To gange årligt står fanklubben bag udgivelsen af medlemsbladet Brølet samtidig med at man varetager driften og administrationen af debatforummet Sidelinien.

## Fanklubbens historie
Tilhængere af Kjøbenhavns Boldklubs daværende divisionshold i fodbold grundlagde den 28. maj 1991 fanklubben "KBs Fan Club". Da planerne om et fælles overbygningshold mellem divisionsklubberne Boldklubben 1903 i Gentofte og Kjøbenhavns Boldklub (KB) på Frederiksberg blev offentliggjort med sportslig virkning fra og med den 1. juli 1992, tog KB-fanklubbens medlemmer kontakt til B 1903's fans med det formål at stable en fælles fanforening på benene for det kommende elitehold. Samtidig blev der taget kontakt til den daværende ledelse i F.C. København A/S for at drøfte et samarbejde og en godkendelse af en ny official fanklub, der ledelsesmæssigt og økonomisk ville være uafhængig af F.C. København A/S, F.C. København samt moderklubberne Boldklubben 1903 og Kjøbenhavns Boldklub og være at betragte som en selvstændig organisation. På en ekstraordinær generalforsamling den 24. oktober 1991, mere end et halvt år inden eliteklubbens begyndelse og første turneringskamp på selve stiftelsesdagen, tog KBs Fan Club navneforandring til "F.C. København Fan Club" og blev derpå godkendt af bestyrelsen i F.C. København A/S som værende fodboldklubbens eneste officielle fanklub. Datoen for navneskiftet betragtes som FCK's fanklubs formelle stiftelsesdato som forening og dens jubilæumsdag.
Hovedfanklubben etableredes efter engelsk forbillede og med samme inspiration dannede FCKFC's daværende bestyrelse en decideret afdeling rettet mod de yngste medlemmer under 16 år, under navnet "De Unge Løver" (forkortet DUL), som blev startet op i vinteren 1992/1993 med 45 medlemmer. Da den lokale fanopbakning begyndte at vokse, fulgte yderligere tre afdelinger og heraf følgende omgruppering, således at foreningen siden midten af 1990'erne har været opdelt i fire afdelinger: "De Unge Løver" for medlemmer mellem 0 og 12 år (tidligere 0-14 år), "Teenløverne" for medlemmer mellem 13 og 17 år (tidligere 15-17 år), "Voksenløverne" for medlemmer mellem 18 og 66 år og "Seniorløverne" for medlemmer over 66 år. Fanklubbens medlemmer er fordelt på hovedafdelingen og en række (tidligere) officielle lokalafdelinger i Danmark, heriblandt Amager (FCKFC Amager), Ballerup, Måløv og Skovlunde (FCKFC BMS), Egedal (FCKFC Egedal, tidligere FCKFC Frederikssund og omegn), Fyn (FCKFC Fyn), Lolland og Falster (FCKFC Lolland-Falster), Sønderjylland (FCKFC Sønderjylland), Vestsjælland (FCKFC Vestsjælland) og Aalborg (FCKFC Aalborg). Hovedparten af medlemmerne er centreret omkring hovedstadsområdet, hvor også den største lokalafdeling FCKFC Amager (pr. august 2007) befinder sig.
F.C. Københavns fans var i de første sæsoner placeret på Parkens nedre A-tribune, hvor Kjøbenhavns Boldklubs tilhængere tidligere havde siddet i Københavns Idrætspark. I løbet af 199x skulle en afstemning blandt fanklubbens medlemmer afgøre en fremtidig fast afsnit for tilhængerne i forbindelse med F.C. Københavns hjemmebanekampe i Parken, hvilket resulterede i at fanklubben og fansene officielt flyttede over på den modsatliggende nedre C-tribune. Sidenhen blev B-tribunen også taget i brug af fansene og samtidig omdannet til "familietribunen" ved udvalgte hjemmebanekampe. Ledelsen i F.C. København reserverede efterfølgende A-tribunen til klubbens samarbejdspartnere og sponsorer under "FC Company Club". Efter ønske fra fansene etablerede F.C. Københavns ledelse i sommeren 2006 et fanafsnit på den anden endetribune, D-tribunen, som også husede udebaneholdets fans, til sæsonkortholdere uden fast plads. Ved UEFA-kampe, Brøndby IF-kampe og lignende "høj risiko-kampe" blev fanafsnittet på D-tribunen imidlertid flyttet den nedre B-tribune.

## Organisation, afdelinger og udvalg
I tiden efter F.C. Københavns officielle stiftelse blev yderligere to fanklubber etableret med tilknytning til den københavnske overbygning, hvor F.C. København Fan Club stadig fremstod som hovedforeningen. Superligaklubbens første hovedsponsor, forsikringsselskabet Danica, dannede ligeledes en fanklub bestående af dens medarbejdere, som kunne erhverve billetter m.v. på fordelagtige betingelser. Udenfor hovedfanklubbens rammer dannedes ydermere en række mindre selvstændige grupperinger blandt klubbens fans, hvoraf fanfraktionen Copenhagen Cooligans var en af de første, dannet i 1994. De uofficielle fanfraktioner, som gerne organiserede sig decentralt i mindre fraktioner omkring hovedfanklubben, fandt særskilte mødesteder før turneringskampe og skabte egne ritualer med en høj grad af fokus på ens særegenhed frem for ensartetheden, hvilket blev kendetegnende for specielt de københavnske fans med tilhørsforhold til F.C. København.
Fanklubbens bestyrelsesmedlemmer vælges af et år gangen på den årlige generalforsamling (eller en ekstraordinær generalforsamling) i marts måned og har mulighed for søge genvalg det efterfølgende år. Tidligere fanklubformænd inkluderer Claus Engelbret-Pedersen (foreningens første formand), Tomas Kristensen (foreningens første næstformand og den længstsiddende formand), Anders Larsen, Christian Hartvig, Heinz Irming, Michael Kruse (konstitueret formand) samt Michael Patuel. Vedtægterne for F.C. København Fan Club dikterer, at ingen siddende bestyrelsesmedlemmer i Parken Sport & Entertainment eller moderklubberne vil kunne vælges til fanklubbens bestyrelse. I de første mange år var fanklubben en organisation udelukkende bestående af frivillige, men den store medlemstilgang i løbet af 2000'erne medvirkede til ansættelse af to administrative medarbejdere på fuld tid på FCKFC's sekretariat i Parkens kontorbygninger. Det daglige arbejde omkring kampene udføres af en række udvalg med ca. 100 frivillige, der står for planlægning og salg (via foreningens online shop) af transportmuligheder til fanklubbens udebanekampe, fanarrangementer osv. Ved overværelse af fodboldklubbens turneringskampe på udebane koordinerer et turvalg den samlede transport af klubbens medlemmer med henholdsvis bus og fly i Danmark og udlandet.

## Udviklingen i medlemsantallet
Brøndby IFs officielle fanklub Brøndby Support, der havde oplevet en stor fremgang i medlemsantallet siden etableringen i efteråret 1993, fremstod i efteråret 1994 som Danmarks største fanklub. Den lokale fanopbakning til F.C. København var begrænset i den første sæson. I de resterende sæsoner af 1990'erne oplevede fanklubben dog en tilsvarende støt stigende medlemstilgang og kunne i samme periode betragte sig som værende Danmarks næststørste fanklub medlemsmæssigt, trods begyndende sportslig modgang efter fodboldklubbens to første sæsoner. Diverse tiltag såsom fødselsdagskort fra yndlingsspilleren og arrangementer med F.C. København-spillere var en medvirkende faktor til medlemstilgangen. I 2000'erne steg antallet af medlemmer fra 6.827 stk. i marts måned 2000 til over 21.700 registrerede personer i midten af april måned 2007, hvilket på det tidspunkt gjorde FCKFC til den største fanklub i Danmark og blandt de største fanklubber for en nordisk fodboldklub i Skandinavien. Den årlige udvikling over det samlede medlemsantal i F.C. København Fan Club siden 1991 er listet herunder:
| Måned År     | Medlemmer | Kilder        |
| ------------ | --------- | ------------- |
| Oktober 1991 | i/t       | -             |
| Juli 1992    | 92        | [ 23 ] [ 24 ] |
| Juni 1993    | 0150+     | [ 10 ]        |
| Juli 1994    | 660       | [ 25 ]        |
| August 1995  | 01.100    | [ 3 ]         |
| Marts 1996   | 02.000    | [ 26 ]        |
| Juni 1997    | 03.300    | [ 27 ]        |

| Måned År   | Medlemmer | Kilder       |
| ---------- | --------- | ------------ |
| Marts 1998 | 04.700    | [ 28 ]       |
| Marts 1999 | 06.276    | [ 29 ]       |
| Marts 2000 | 06.827    | [ 29 ] [ 4 ] |
| Marts 2001 | 07.783    | [ 29 ] [ 4 ] |
| Marts 2002 | 09.819    | [ 30 ] [ 4 ] |
| Marts 2003 | 11.791    | [ 30 ] [ 4 ] |
| Marts 2004 | 15.515    | [ 30 ] [ 4 ] |

| Måned År    | Medlemmer | Kilder       |
| ----------- | --------- | ------------ |
| Marts 2005  | 17.096    | [ 30 ] [ 4 ] |
| Marts 2006  | 17.770    | [ 30 ] [ 4 ] |
| Marts 2007  | 21.399    | [ 4 ] [ 6 ]  |
| Marts 2008  | 21.115    | [ 4 ]        |
| Marts 2009  | ~18.200   | [ 4 ]        |
| Januar 2010 | 17.000+   | [ 21 ]       |
| 2011        | i/t       | -            |

## Fanklubbladet Brølet
Ideen til et medlemsblad opstod i perioden efter stiftelsen af F.C. København Fan Club og den første udgivelse udkom i sommeren 1992 (i historisk sammenhæng benævnt som "Brølet 1") i et oplag på 125 stykker. Oplaget ved udgivelsen af Brølet nr. 60 i foråret 2006 var steget til 20.500 eksemplarer. Fra 199x begyndte klubbladet at udkomme regelmæssigt fire gange årligt, men i 2009 træf FCKFC's daværende bestyrelse af økonomiske årsager beslutningen om at reducere antallet til to årlige udgivelser (i månederne december og juni). F.C. Københavns officielle fanklub fremlagde på den ordinære generalforsamling i marts 2008 et regnskab med et underskud på 862.000 kroner for 2007, det største i foreningens historie, primært forårsaget af et ikke-budgetteret fald i medlemstallet, en underskudsgivende udebanetur til turneringskamp mod S.L. Benfica og store udgifter til aktiviteter fra blandt andre Tifo-udvalget.
I de første to udgaver af fanklubbladet kørte der en konkurrence omkring bladets navn, hvilket resulterede i at tidsskriftet fra og med tredje udgivelse omdøbtes til "Brølet". Tidligere ansvarshavende chefredaktører i bladudvalget hos FCKFC har inkluderet Nikolaj Steen Møller, Henrik Nielsen og Martin Kreisberg.

## Debatforummet Sidelinien
Den uafhængige hjemmeside for fanfraktionen Fusionsnipserne overdrog i august 1999 ejerskabet og ansvaret for driften og den daglige administration af deres debatforum til den officielle fanklub, der valgte at videreføre fanforummet under dets oprindelige navn. Sideliniens debatredaktion er en del af fanklubbens udvalg og står for den daglige administrering af diskussioner omhandlende F.C. København, fodbold og fanklubben.